# Фукумото, Нобуюки
Нобуюки Фукумото (福 本 伸 行, Фукумото Нобуюки ?) — японский автор манги, который стал известен своими работами о ставках и вселенной мафии, а также своим очень специфическим стилем рисования. Его самая известная манга — это Akagi и Tobaku Mokushiroku Kaiji, за которую он выиграл в 1998 году премию «Коданся».

## Работы
- Отоко-но Казэ (Путь ветра, 1977) (男 の 風)
- Ёрошику Дзюндзё Дайшоу (С уважением, наивный генерал, 1980) (よ ろ し く 純情 大将)
- Привет, Кудакеро! (Идите на слом!, 1980) (当 た っ て く だ け ろ!)
- Амари-чан (Амари-чан — Работа весной жизни, 1980) (あ ま り ち ゃ ん)
- История любви Икэна Каччана (Hopeless Kac-chan’s Love Story, 1982) (い け な い カ ッ ち ん ラ ブ ス ト ー リ ー)
- Miagereba Tsuutenkaku (И я смотрю на Tsutenkaku, 1986) (見上 げ れ ば 通天 閣)
- Харукадзе ни Ёкосо (Добро пожаловать весенний ветерок, 1988—1989) (春風 に よ う こ そ)
- Ten — Tenh Tendōri No Kaidanji (1989—2002) (天 — 天和 通 り の 快 男 児)
- Atsuize Tenma! (Страстная Тенма!, 1990) (熱 い ぜ 天馬!)
- Atsuize Tenma! (Страстная Тенма!, 1990) (熱 い ぜ 天馬!)
- Бурай на Казе Тецу (Огромный железный бриз, 1990—1991) (無 頼 な 風 鉄)
- Акаги (1992—2018) (ア カ ギ)
- Джин к кин (серебро и золото, 1992—1996) (銀 と 金)
- Ацуизе Пен-чан (Страстная Пен-чан, 1995) (熱 い ぜ 辺 ち ゃ ん)
- Синдзицу но Отоко: Кайан Кичиничи Синтаро (Человек истины — Тайанкиничи Синтаро, 1996) (真 実 の 男 大 安吉 日 真 太郎)
- Tobaku Mokushiroku Kaiji (1996—1999) (賭博 黙 示 録 カ イ ジ)
- Труба этого человека (1999) (あ の 人 の ト ラ ン ペ ッ ト)
- Фукумото Нобуюки Дзисен Танпеншуу (Самозваные шорты Нобуюки Фукумото, 1998) (福 本 伸 行 自薦 短 編 集)
- RUDE39 (Akutare (RUDE) 39, 1999) (あ く た れ [Rude] 39)
- Хоши Фуру Йору Ни (Звезды, падающие ночью, 1999) (星 降 る 夜 に)
- Бурайден Гай (Запрещенная история: Гай, 2000—2001) (無 頼 伝 涯)
- Тобаку Хакайроку Кайдзи (2000—2004) (賭博 破戒 録 カ イ ジ)
- Сайкё Денсецу Куросава (Легенда о сильнейшем человеке Куросаве, 2003—2006) (最強 伝 説 黒 沢)
- Тобаку Датэнроку Кайдзи (2004—2008) (賭博 堕 天 録 カ イ ジ)
- Tobaku Haōden ZERO (Зеро, легенда об императоре ставок, 2007—2009 [Часть 1]) (賭博 覇王 伝 零)
- Tobaku Datenroku Kaiji ~ Kazuya-hen ~ (2009—2013) (賭博 堕 天 録 カ イ ジ 也 編 〜)
- Tobaku Datenroku Kaiji: One Poker-hen (2013—2017) (賭博 堕 天 録 カ イ ジ ワ ン ・ ポ ー カ ー 編)
- Тобаку Датэнроку Кайдзи: 24-Оку Дассюцу-хен (2017 г. — по настоящее время) (賭博 堕 天 録 カ ジ 脱出 編)
- Знаете ли вы настоящую опасность продаваемых так называемых легальных наркотиков? (2014) (合法 と い っ て 売 ら れ て い る 薬 物 の 、 本 当 の 怖 さ を 知 っ ま す か？)
- Ями-ма но Мамия (2019- настоящее время) (闇 麻 の マ ミ ヤ)

В сотрудничестве с Кайдзи Кавагути:
- Сэйзон-Жизнь- (1999)
- Кокухаку: Признание (2001)

В сотрудничестве с Кейчиро Хара:
- Васидзу — Энма Но Тохай (2008 — по настоящее время) (ワ シ ズ 閻 魔 の 闘 牌)
- Анекдоты

Он снялся в эпизодической роли в экранизации Кайдзи.